# Бонсай
Бонсай (на японски: 盆栽 – „нещо по-романтично“) е изкуството да се отглеждат умалени копия на дървета и храсти (както и мъх, но той е второстепенен елемент), които се срещат естествено в природата (има бонсаи по на 300 години).
Това китайско изкуство произлиза от едно по-древно, наричано „penjing“ (което в същността си е идентично с бонсай).
Груби рисунки на бонсай, датиращи отпреди 4 хилядолетия, са открити в древноегипетски гробници. Впоследствие са забелязани кервани, пренасящи дървета в различни съдове из цяла Азия. Дърветата са били източници на съставки, използвани по медицински предназначения от лечители, пътуващи с керваните, както и от хора в населените места, през които е преминавал керванът.
Съвременното изкуство бонсай води началото си от Китай и е отпреди повече от 2 века; там то е било наричано пензай и е било изписвано по един и същи начин на ханзийски и канджийски правопис (ханзи е по-старото китайско йероглифско писмо, а канджи е по-опростено като начин на изрисуване на знаците; канджи е произлязло от ханзи).
Пренесено е до Япония от императорски посланичества до Тан (7 – 9 век). През периода Камакура penjing, който е пазил обичаи от Хейския период, започва да се изрисува на някои картинни свитъци и документи. През периода Муромахи penjing се развива в различни посоки на японски. Точно както японска градина, той придобива изкуството на „Wabi-sabi“ (незавършена, несъвършена, мимолетна красота) като сърцевина. Въпреки това бонсай все още се радва на вниманието на хората от йерархията в периода, за разлика от епохата Едо, в която е станало достъпно за много Даймьо (най-заможните феодални владетели), самураи, търговци, граждани и други.
Често е изнасяно представлението „Бонсай“. Освен това бонсайската саксия също става популярна. Всеки даймьо назначава самостоятелен иконом за глинените съдове, отговарящ за съответен бонсай. Източници твърдят, че по това време изкуството започва да се нарича по този начин. Много бонсаи са рисувани на японското изкуство Укийо-е („образи от люлеещия се свят“).

## Стилове бонсай
- Гора – красив стил, напомнящ истинската гора в природата, но в по малък размер. Тук се използват предимно дръвчета от един вид и се подреждат по произволен начин, като няма значение размера или възрастта на дръвчетата. За този стил предимно се използват овални плитки съдове, но стават и други (квадратни, правоъгълни и др.). След засяване в саксията и оформяне на композицията се поставя мъхът и се полива обилно. След месец и дръвчетата, и мъхът ще са се хванали за почвата здраво;
- Пейзаж – абсолютно същия стил като горния само, че за разлика от него тук е желателно да се използват различни видове дръвчета и да се оформи някаква природна картина (езеро, скален пейзаж или дори група дръвчета на хълм и още много видове композиции);
- Дръвче върху скала – красив стил, напомнящ онези недостъпни места, където дръвчетата растат духани от ветрове и живеят в сурови условия. За целта е нужна пореста или напукана скала, върху която се поставя дръвчето и се прилепва с глина, след което се покрива с мъх, за да се запазва влагата. Постепенно корените ще влязат в пукнатините и ще се захванат здраво.

## Отглеждане на бонсай
- Светлина – дръвчетата са светлолюбиви. През лятото може да се изнасят на по-осветено място, например терасата. Това подпомага растежа, но е необходимо да се избягва пряката слънчева светлина;
- Температура – според избрания тип дръвче. Субтропичните видове се отглеждат при температури 10 °C до 16 °C, докато тропичните видове обичат малко по-топъл климат: 18 °C до 24 °C;
- Напояване – особено важен момент в отглеждането на бонсай. Винаги почвата на дръвчетата трябва да се поддържа влажна. Според избрания вид дръвче, поливането става от всеки ден, до веднъж на 2 – 3 дни. При топъл и сух климат, листата на дръвчето се пулверизират;
- Присаждане – На всеки три години. Дръвчето се изважда от съда, изрязват се около 1/3 от корените му, отрязаните връхчета се пензират и дървото се поставя във вече сменената почва;
- Подхранване (торене) – за правилното наторяване на почвата, най-добре е да се използват течни торове. През топлия сезон дървото се подхранва веднъж месечно, а през хладния – веднъж на всеки два месеца;
- Подкастряне – необходимо за поддържане на правилната форма и растеж на дръвчето. Пожълтелите листа се изрязват редовно, както и някои от долните клонки и нежелани разклонения.